# Музеи Ватикана

Музеи Ватикана к северу от Собора Святого Петра

Музеи Ватикана (итал. Musei Vaticani) — комплекс музеев, расположенных на территории государства Ватикан. Их коллекции созданы римскими папами и содержат художественные работы классических мастеров, включая произведения эпохи Возрождения.
Музеи основаны папой Юлием II в начале XVI века. В маршрут по музеям Ватикана входят Сикстинская капелла с потолочными росписями Микеланджело, и станцы, оформленные Рафаэлем. В 2013 году музеи Ватикана посетило 5,5 млн человек, что поставило их на пятое место среди самых посещаемых музеев.
Музеи насчитывают 54 галереи, или зала, среди которых Сикстинская капелла является последней.
Директором Музеев Ватикана на 2020 год являлась Барбара Ятта.

## История

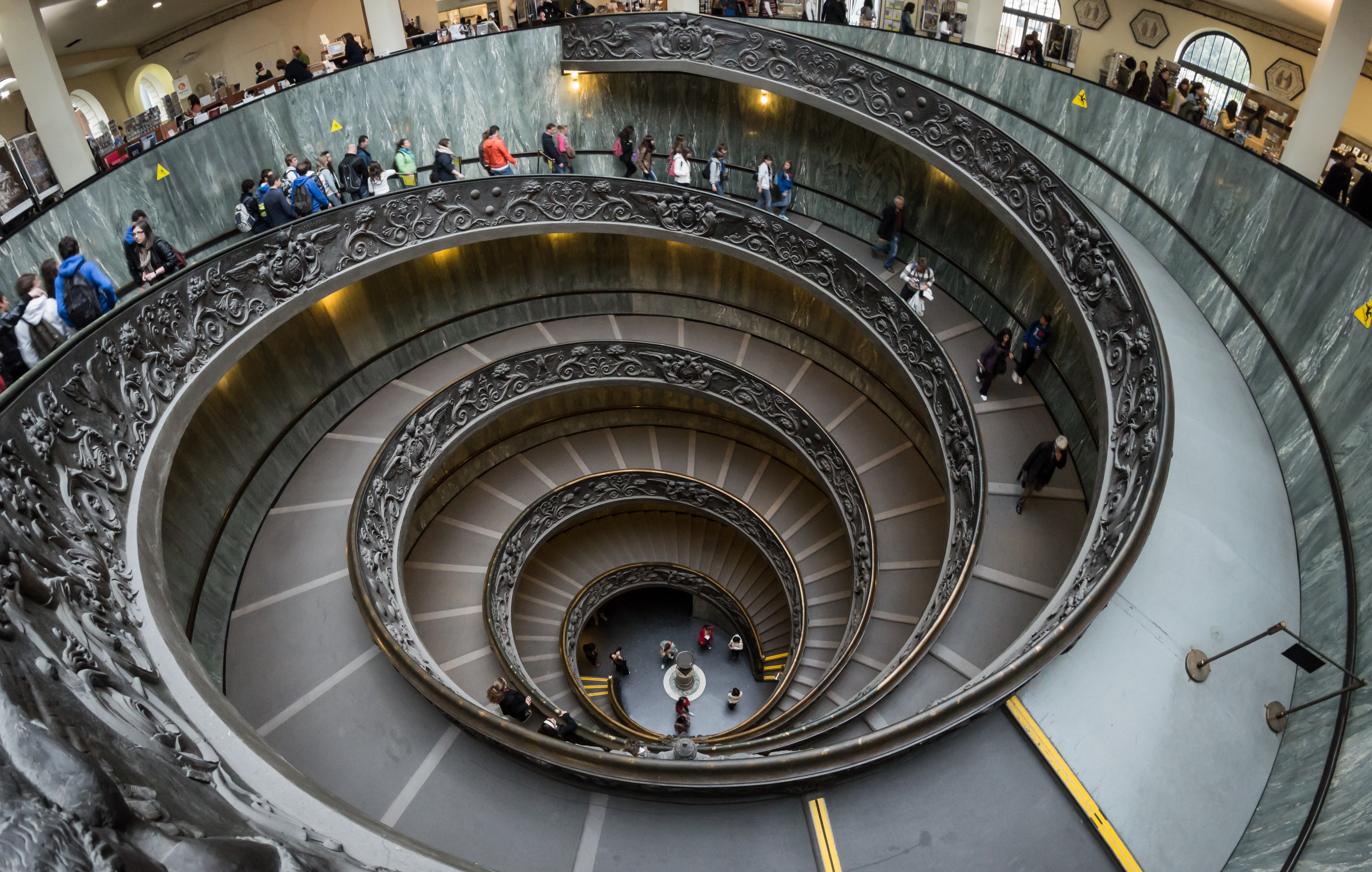
Спиральная лестница, созданная в 1932 году Джузеппе Момо

История коллекции музеев Ватикана начинается с мраморной скульптуры Лаокоон и его сыновья, найденной 14 января 1506 года в виноградниках Эсквилина. Папа Юлий II, узнав о находке, сразу же послал за ней архитектора Джулиано да Сангалло и скульптора Микеланджело Буонарроти. Сангало подтвердил достоверность работы, а Микеланджело рекомендовал приобрести её у владельца. Юлий II установил её для публичного доступа в специальной нише в ватиканском Бельведере ровно через месяц после обнаружения.

## Картинные галереи
Ватиканская пинакотека — собрание произведений живописи. До 1932 года картины располагались в Апартаментах Борджиа. Коллекция включает в себя такие известные произведения, как триптих Стефанески Джотто; «Мадонна ди Фолиньо», «Преображение», «Коронование Марии» Рафаэля; «Святой Иероним» Леонардо да Винчи; «Положение во гроб» Караваджо; «Мадонна с младенцем и святыми» и «Воскресение» Перуджино; «Венчание Богоматери» Липпи.
В 1973 году была открыта публике коллекция современного религиозного искусства.

## Музеи скульптур
Скульптуры выставлены для обозрения в музеях, окружающих Бельведерский дворец: Музей Пио-Клементино, Музей Кьярамонти, Этрусский и Египетский музеи.

## Исторический музей
В 1973 году был открыт Исторический музей. В его коллекции собраны транспортные средства, предметы обихода, фотографии, документы и другие экспонаты, иллюстрирующие многовековую историю Ватикана и римских пап.